# 正しく生きよう
『正しく生きよう』（ただしくいきよう、原題：바르게 살자）は、2007年に公開された韓国映画。1991年公開の日本映画『遊びの時間は終らない』(萩庭貞明監督、都井邦彦原作、斉藤ひろし脚本、本木雅弘主演)のリメイク作品。撮影場所は、韓国の江原道 サムチョク(三陟)。

## 概要
サンポ市の警察署長イ・スンウ(ソン・ビョンホ)は、警察の訓練として銀行強盗逮捕の予行演習を計画し、その銀行強盗犯人役に交通課の巡査のチョン・ドマン(チョン・ジェヨン)が選ばれる。
しかし、生真面目な性格の彼が、完璧に強盗役を演じてしまったために、訓練の範囲を超え大騒ぎになっていく。

## 評価
韓国で2007年10月18日に封切され、観客動員数200万人以上の大ヒットコメディ映画。
日本では2008年に開催された韓流シネマ・フェスティバル2008ラブ&ヒューマンで上映された。

## スタッフ
- 監督：ラ・ヒチャン(デビュー作)
- 企画・脚本：チャン・ジン(『トンマッコルへようこそ』、『ガン&トークス』)、イ・ギュボク
- 原作：『遊びの時間は終らない』(都井邦彦原作、斉藤ひろし脚本)
- 撮影：キム・ジュニョン(『拍手する時に去れ』)
- 照明：オ・スンチョル
- 音楽：ハン・ジェグォン(『シルミド』)

## キャスト
- チョン・ドマン交通課巡査：チョン・ジェヨン
- サンポ警察署署長:ソン・ビョンホ
- チョン・ダヘ銀行員：イ・ヨンウン
- ウ・ジョンテ班長：コ・チャンソク
- チョ・ソンウク課長：イ・チョルミン
- 支店長：チュ・ジンモ
- 鎮圧隊長：イ・ハヌィ
- 交通課長：ユ・ミンソク
- 警察署 参謀：チョ・ドッキョン
- ミス・リー 銀行員：チョ・シネ
- ユン課長 銀行員：イ・ジェヨン
- ハン・ソヨン刑事：オム・スジョン
- 放送リポーター：イム・ジウン
- 事務所職員:キム・ジュニョン (撮影)